# Дом Виельгорского

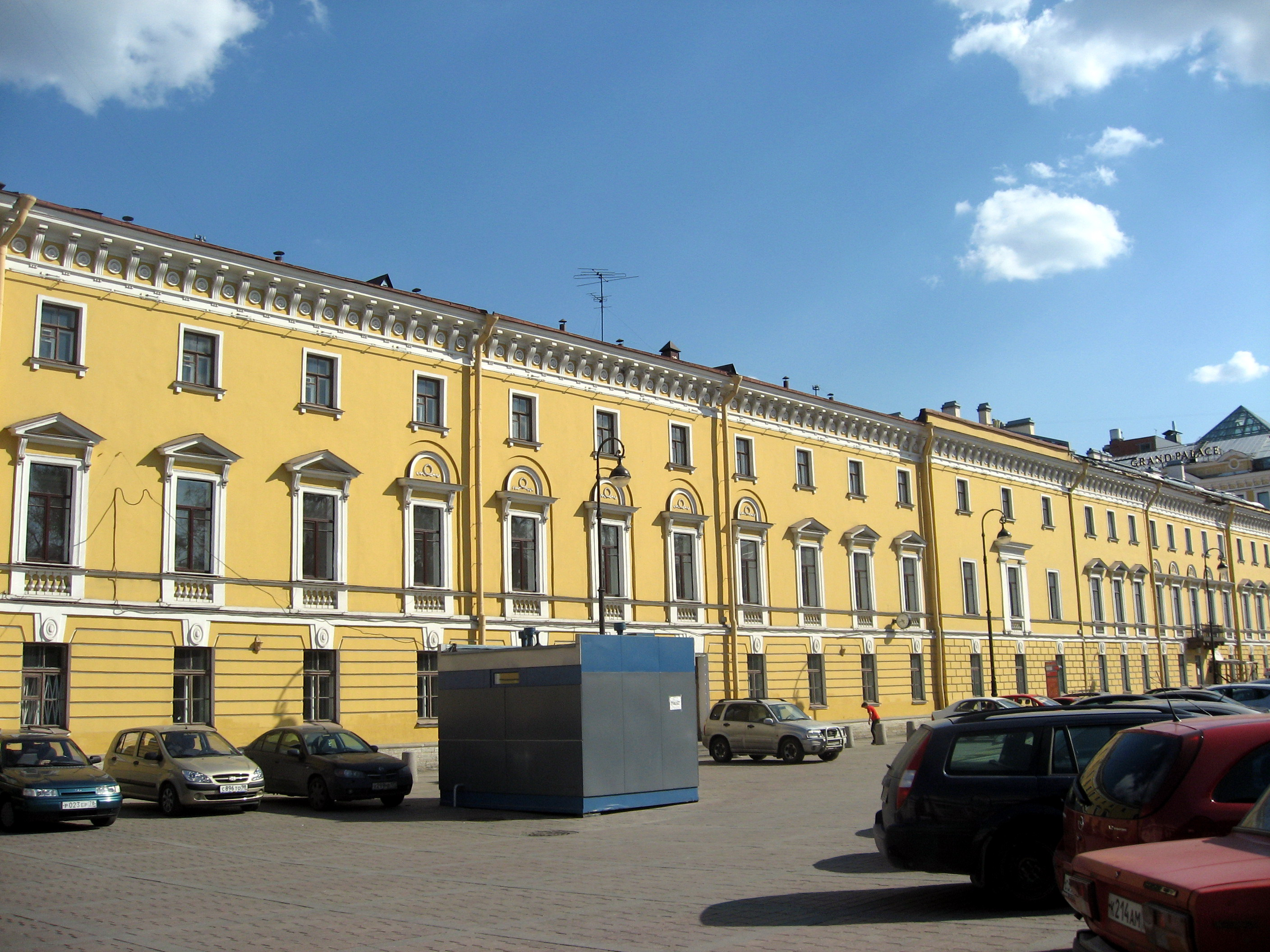
Фасад со стороны Итальянской улицы

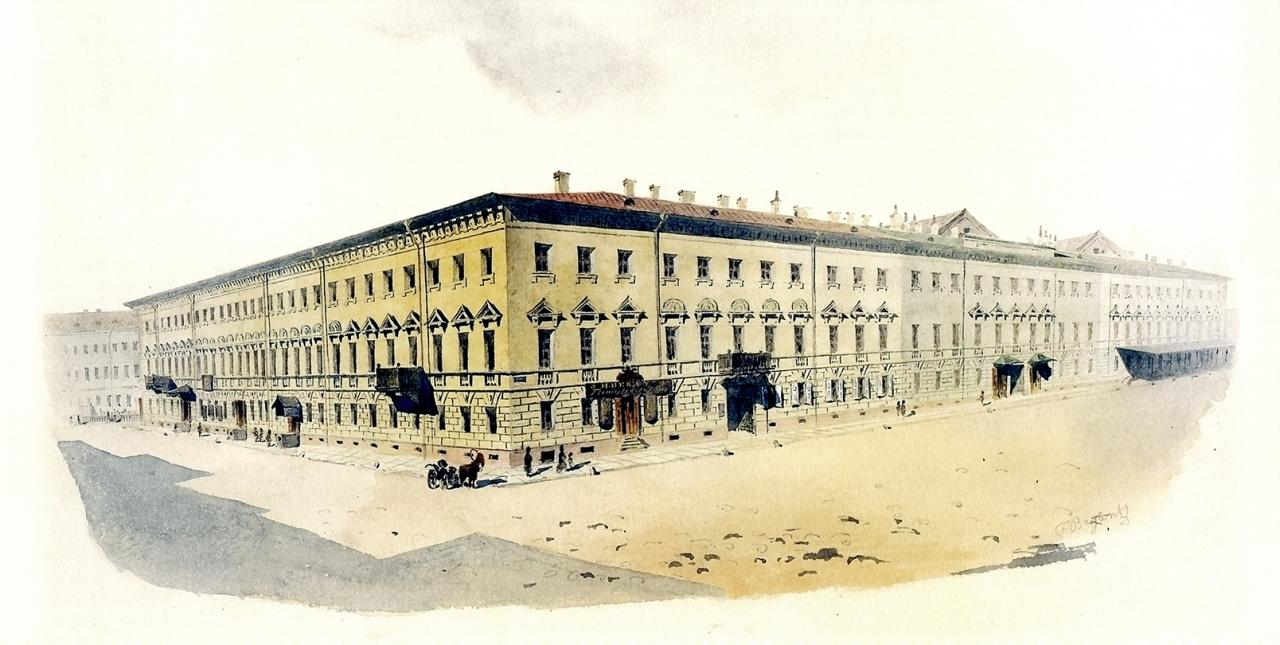
Дом Жако (пл. Искусств, 5 / Итальянская ул., 4), внешний вид которого повторяет дом Виельгорского

Дом Виельгорского — памятник архитектуры. Расположен в Санкт-Петербурге, современный адрес дома — площадь Искусств, 4, Итальянская улица, 6.
Первым владельцем участка был Ланкри, полковник. Постройка дома под руководством А. М. Болотова началась в 1830 или 1831 году, когда владельцем был князь Долгоруков.
Повторяет внешний вид находящегося напротив дома Жако. В изначальном проекте Росси по центру обращённого на площадь фасада располагался проезд во двор, по бокам от которого было два парадных входа; позже этот проезд был заменён проездом со стороны Итальянской улицы.
В середине XIX века во дворе были построены флигели. В 1940-е годы А. Кедринский перестроил дом и объединил его общим фасадом с домом Жербина. С 1993 года дом занимает Российская гимназия при Государственном Русском музее.
В 1830-е годы в доме жила Е. А. Карамзина, позднее, с 1844 года, два верхних этажа занимал М. Ю. Виельгорский. В бельэтаже находились гостиные и выходящий окнами на площадь концертный зал. В 1840-е в проходивших в доме музыкальных вечерах участвовал М. И. Глинка, в гостях бывали Н. В. Гоголь, В. А. Жуковский, П. А. Вяземский, К. П. Брюллов, выступали Г. Берлиоз, Ф. Лист, Р. Шуман. В 1850-е годы в доме жил А. К. Толстой.
В 1896 году в доме была редакция журнала «Вестник моды», в 1910 году — правление Общества Путиловских заводов, с 1965 года — Детский сад № 1 Дзержинского района.